# Consiglio del Governo del Sovrano Consiglio del Sovrano Militare Ordine di Malta
Il Consiglio del Governo del Sovrano Consiglio del Sovrano Militare Ordine di Malta è un organo consultivo di trattazione della linea politica, religiosa, ospedaliera, internazionale, o di altri aspetti generali della vita dell'Ordine e può dare suggerimenti ai titolari delle quattro Alte Cariche e alla Camera dei Conti. Si riunisce almeno due volte l'anno.
La composizione e i compiti del consiglio del governo sono stabiliti dall'articolo 21 della Carta Costituzionale dell'Ordine. Esso è un organo consultivo di trattazione della linea politica, religiosa, ospedaliera, internazionale, o di altri aspetti generali della vita dell’Ordine e può dare suggerimenti ai titolari delle quattro Alte Cariche e alla Camera dei Conti.
Fanno parte del Consiglio del Governo sei Consiglieri di differenti aree geografiche eletti dal Capitolo Generale tra i membri appartenenti ai tre ceti dell'Ordine.
Alle riunioni del Consiglio del Governo sono
presenti:
- il Gran Maestro o il Luogotenente, che lo convoca e presiede;
- i membri del Sovrano Consiglio;
- il prelato dell'Ordine, allorquando siano trattate questioni di sua competenza.

I sei Consiglieri rimangono in carica fino al successivo Capitolo Generale e possono essere rieletti per una sola volta. 

## Membri del Consiglio del Governo (2019-2024)[1]
- Peter Szabadhegÿ de Csallöközmegyercs
- Olivier Freiherr von Loudon-Vorst-Gudenau
- Francis Joseph McCarthy
- Patrick Jabre
- Lady Celestria Hales
- José Maria Coello de Portugal